# Renato Marcos Endrizzi Sabbatini
Pour les articles homonymes, voir Sabbatini.
Renato Marcos Endrizzi Sabbatini, né à Campinas au Brésil le 20 février 1947, est un professeur d'université brésilien, spécialiste en biomédecine et en informatique.
Il est le fondateur de l'Association brésilienne d'informatique appliquée à la santé et de l'Association brésilienne des sceptiques et rationalistes.